# (100060) 1992 ET4
(100060) 1992 ET4 es un asteroide perteneciente al cinturón de asteroides, descubierto el 1 de marzo de 1992 por el equipo del Uppsala-ESO Survey of Asteroids and Comets desde el Observatorio de La Silla, Chile.